# SPAD S.XIII
Die SPAD S.XIII war ein einmotoriges Doppeldecker-Jagdflugzeug des französischen Herstellers SPAD. Es kam ab 1917 im Ersten Weltkrieg zum Einsatz.

## Geschichte und Konstruktion
Vorläufer der SPAD S.XIII waren die Nieuport-Jäger und die SPAD S.VII, die bereits seit September 1916 im Einsatz waren. Diese Typen waren den moderneren deutschen Albatros-Jagdflugzeugen unterlegen, so dass der berühmteste französische Jagdflieger Georges Guynemer eine leistungsgesteigerte Version forderte.
Chefkonstrukteur Louis Béchereau baute daraufhin die mit einer Kanone bewaffnete S.XII und die S.XIII. Bei diesem zweistieligen Doppeldecker handelte es sich um die Weiterentwicklung der SPAD S.VII. Beide Flugzeuge unterschieden sich auf den ersten Blick wenig voneinander: Rumpf und Tragflächen waren stoffbespannte Holzkonstruktionen mit Aluminiumblechen im vorderen Rumpfbereich. Obere und untere Tragflächen waren gleich lang und ohne Staffelung ausgeführt; Querruder wurden an den oberen Tragflächen angebracht und das Leitwerk modifiziert. Die Maschine hatte ein zweirädriges Fahrwerk sowie einen Hecksporn.
Allerdings hatte ihr Konstrukteur Louis Béchereau bei der SPAD S.XIII diverse Verbesserungen ausgearbeitet, wie z. B. die leicht vergrößerte Spannweite, vergrößerte Querruder und den aerodynamisch verbesserten Rumpf. Zudem wurde die S.XIII mit einem zweiten Maschinengewehr ausgestattet. Außerdem war ein leistungsfähigerer Motor eingebaut worden, ein Hispano-Suiza 8B mit Reduktionsgetriebe, der einen breiteren Propeller antrieb. Später wurde zudem der mit 235 PS noch leistungsstärkere Hispano-Suiza-8BEc-Motor eingebaut. Dies verbesserte die bereits bei der S.VII ausgezeichneten Flugleistungen erheblich. Damit war die S.XIII schneller als die britische Sopwith Camel und die deutsche Fokker D.VII. Durch ihre Stabilität hatte sie hervorragende Sturzflugeigenschaften. Allerdings war das Flugzeug dafür insbesondere bei niedriger Geschwindigkeit weniger wendig und für Anfänger schwierig zu landen.

## Versionen
Etwa 300 SPAD S.XIII Ca.1 mit einer in den V-Motor eingebetteten 3,7-cm-Puteaux-Kanone wurden geliefert, waren aber nicht sehr beliebt, da der Rückstoß und die Pulvergase den Piloten beeinträchtigten.
Die Marine erhielt im November 1917 die SPAD S.XIV mit Schwimmern.
Im Sommer 1918 erschien die SPAD S.XVII mit 300-PS-Motor, von der 20 an die Escadrille SPA3 „Les Cicognes“ geliefert wurden.
Eine weitere Variante der S.XIII für die Luftbildaufklärung war die S.XVII.
Durch das Kriegsende kam es nicht zur Verwirklichung der SPAD S.XXI, eine geplante Weiterentwicklung der S.XIII. Auch die nur wenige Tage vor Waffenstillstand fertiggestellte SPAD S.XXIV, ein Jagdflugzeug mit Radfahrgestell für den Einsatz von Flugzeugträgern, kam für den Einsatz zu spät.

## Einsatz
Nach dem Erstflug am 4. April 1917 kam es unverzüglich zu Bestellungen durch die Aéronautique Militaire, und bereits Ende Mai 1917 waren die ersten S.XIII im Fronteinsatz zu finden.
Die S.XIII zeigte im Einsatz bestechende Fähigkeiten, so dass ca. 10.000 Maschinen bestellt waren, allerdings wurden mangels Bedarfes die restlichen Lieferungen bei Kriegsende storniert.
Die S.XIII wurde an 80 Staffeln der französischen Fliegertruppe geliefert, daneben u. a. auch an Escadrille 10 der belgischen Aviation Militaire, elf Squadriglie der italienischen Aeronautica Militare, darunter die Squadriglie 77a und 91a, die No. 23 Squadron des britischen Royal Flying Corps und an 16 Aero-Squadronds des United States Army Air Service in Frankreich. Die USA verfrachteten 435 ihrer 893 beschafften SPAD S.XIII nach Amerika und behielten sie noch bis 1920 im Dienst, wo sie mit 180 PS starken Wright-Hispano-E-Motoren ausgerüstet wurden.
Die erfolgreichsten alliierten Kampfflieger auf der SPAD S.XIII waren René Fonck, Georges Guynemer, Léon Bourjade, Charles Nungesser, Jean Chaput, Ernest Maunoury, Francesco Baracca und Eddie Rickenbacker.
Insgesamt wurden 8472 Exemplare dieses Typs gebaut. Viele Maschinen wurden nach dem Krieg nach Belgien, Japan, Polen und in die Tschechoslowakei exportiert. Sechs SPAD XIII C.I sind erhalten geblieben.

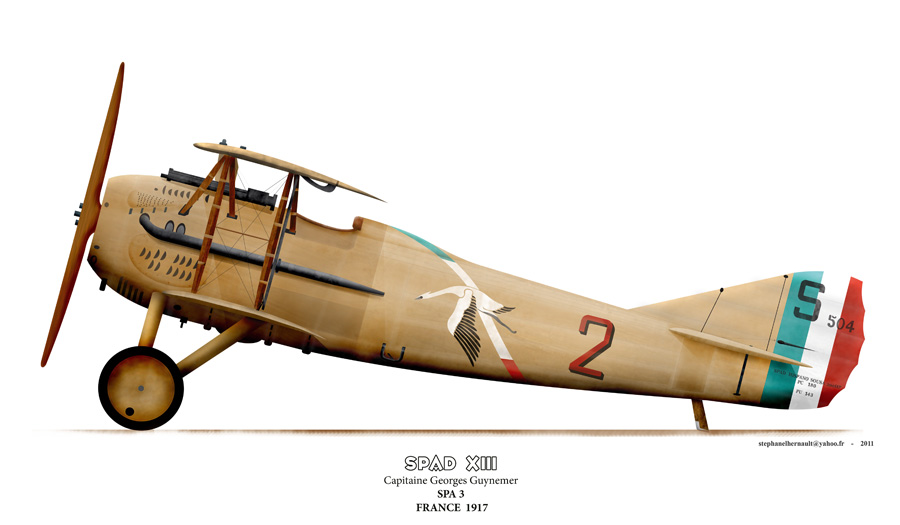
SPAD XIII Georges Guynemer
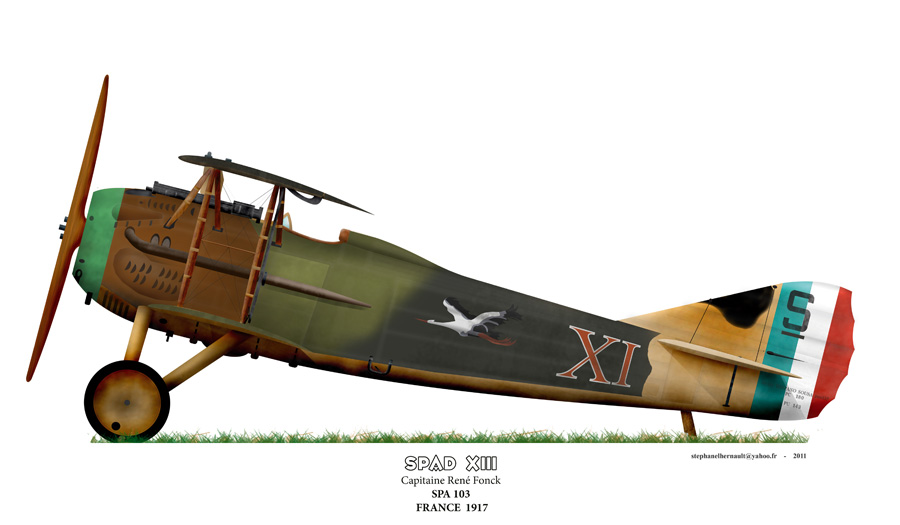
SPAD XIII René Fonck
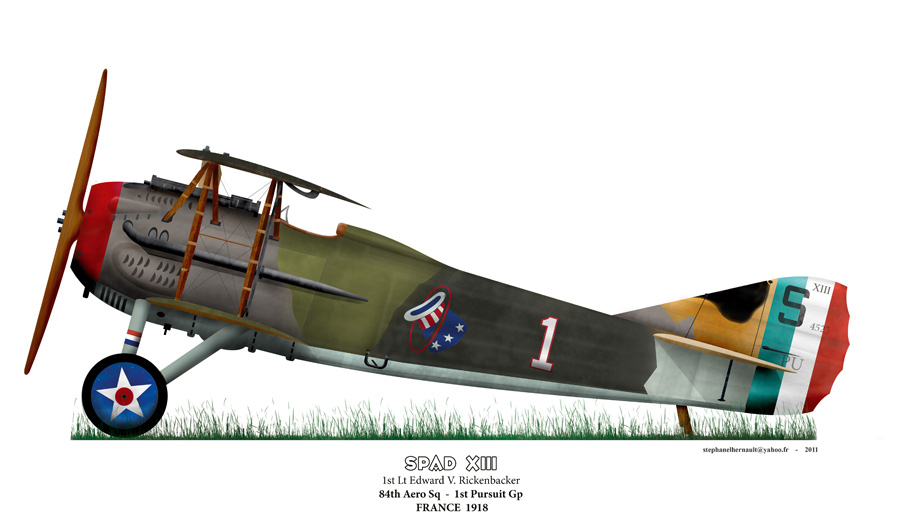
SPAD XIII Edward Rickenbacker
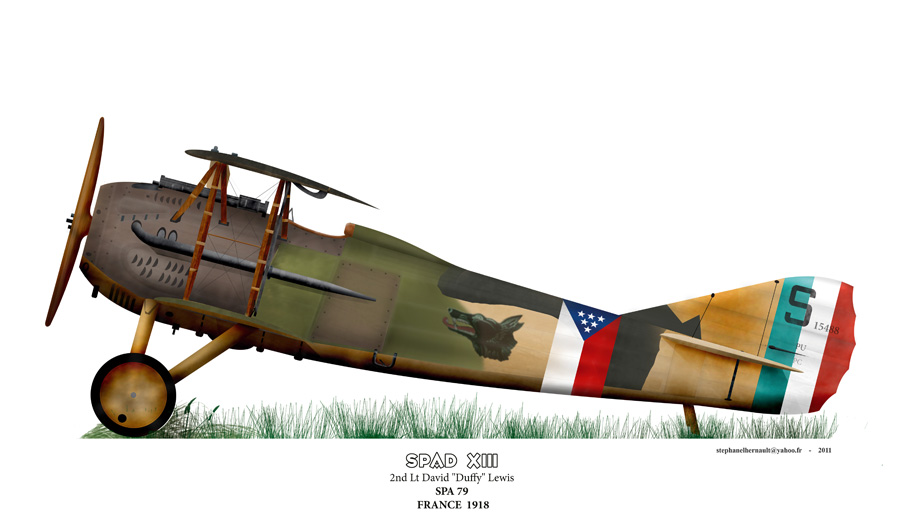
SPAD XIII David „Duffy“ Lewis

### Leistungsvergleich
Leistungsvergleich von Jagdeinsitzern im Fronteinsatz zum Ende des Ersten Weltkriegs:
| Name                   | Staat                  | Erstflug   | Indienststellung | Motorleistung | max. Geschwindigkeit | Startmasse | Bewaffnung (MG) | Gipfelhöhe | Stückzahl |
| ---------------------- | ---------------------- | ---------- | ---------------- | ------------- | -------------------- | ---------- | --------------- | ---------- | --------- |
| Albatros D.III         | Deutsches Reich        | 1916-08-01 | 1917-01-15       | 170 PS        | 165 km/h             | 886 kg     | 2               | 5.500 m    | 1352      |
| S.E.5a                 | Vereinigtes Königreich | 1916-11-22 | 1917-03-15       | 200 PS        | 222 km/h             | 880 kg     | 2               | 5.185 m    | 5205      |
| Sopwith Camel          | Vereinigtes Königreich | 1916-12-31 | 1917-06-15       | 130 PS        | 185 km/h             | 659 kg     | 2               | 5.791 m    | 5490      |
| Sopwith Dolphin        | Vereinigtes Königreich | 1917-03-23 | 1918-02-15       | 200 PS        | 211 km/h             | 890 kg     | 2               | 6.100 m    | 2072      |
| Albatros D.Va          | Deutsches Reich        | 1917-04-15 | 1917-07-15       | 185 PS        | 187 km/h             | 937 kg     | 2               | 6.250 m    | 2562      |
| Pfalz D.IIIa           | Deutsches Reich        | 1917-04-15 | 1917-08-15       | 180 PS        | 181 km/h             | 834 kg     | 2               | 6.000 m    | 750       |
| SPAD S.XIII            | Frankreich             | 1917-04-30 | 1917-05-31       | 220 PS        | 222 km/h             | 820 kg     | 2               | 6.650 m    | 8472      |
| Nieuport 28            | Frankreich             | 1917-06-14 | 1918-03-15       | 160 PS        | 195 km/h             | 740 kg     | 2               | 5.200 m    | 300       |
| Fokker Dr.I            | Deutsches Reich        | 1917-07-05 | 1917-09-01       | 130 PS        | 160 km/h             | 585 kg     | 2               | 6.500 m    | 420       |
| Sopwith Snipe          | Vereinigtes Königreich | 1917-10-31 | 1918-08-30       | 230 PS        | 195 km/h             | 955 kg     | 2               | 6.100 m    | 497       |
| L.F.G. Roland D.VIa    | Deutsches Reich        | 1917-11-30 | 1918-05-15       | 160 PS        | 190 km/h             | 820 kg     | 2               | 5.500 m    | 353       |
| Siemens-Schuckert D.IV | Deutsches Reich        | 1917-12-31 | 1918-08-15       | 160 PS        | 190 km/h             | 735 kg     | 2               | 8.000 m    | 123       |
| Fokker D.VII           | Deutsches Reich        | 1918-01-24 | 1918-04-15       | 180 PS        | 189 km/h             | 910 kg     | 2               | 6.000 m    | 800       |
| Fokker D.VIIF          | Deutsches Reich        | 1918-01-24 | 1918-04-15       | 226 PS        | 205 km/h             | 910 kg     | 2               | 7.000 m    | 200       |
| Pfalz D.VIII           | Deutsches Reich        | 1918-01-24 | 1918-09-15       | 160 PS        | 190 km/h             | 740 kg     | 2               | 7.500 m    | 120       |
| Pfalz D.XII            | Deutsches Reich        | 1918-03-31 | 1918-07-15       | 160 PS        | 180 km/h             | 902 kg     | 2               | 5.640 m    | 750       |
| Fokker D.VIII          | Deutsches Reich        | 1918-05-31 | 1918-07-31       | 110 PS        | 204 km/h             | 605 kg     | 2               | 6.300 m    | 289       |

### Einsatzländer
Deutschland
 Argentinien
 Belgien
 Brasilien
 Tschechoslowakei
 Frankreich
 Griechenland
 Italien
 Japan
 Polen
 Russland
 Siam (Thailand)
 Spanien
 Türkei
 Vereinigtes Königreich
 Vereinigte Staaten
 Uruguay

## Technische Daten
| Kenngröße              | Daten                                                                        |
| ---------------------- | ---------------------------------------------------------------------------- |
| Besatzung              | 1                                                                            |
| Länge                  | 6,30 m                                                                       |
| Spannweite             | 8,20 m                                                                       |
| Höhe                   | 2,42 m                                                                       |
| Flügelfläche           | 22,1 m²                                                                      |
| Leermasse              | 566 kg                                                                       |
| max. Startmasse        | 820 kg                                                                       |
| Höchstgeschwindigkeit  | 222 km/h in 2000 m Höhe                                                      |
| Steiggeschwindigkeit   | 2 m/s                                                                        |
| Dienstgipfelhöhe       | 6650 m                                                                       |
| Flugdauer vollgetankt  | 2 h                                                                          |
| Reichweite vollgetankt | 515 km                                                                       |
| Triebwerke             | 1×Hispano-Suiza-8Be-V8-Motor, 220 PS (ca. 160 kW)                            |
| Bewaffnung             | 2×Vickers-MG, Kal. 7,7 mm, nach vorne feuernd, synchronisiert, je 500 Schuss |